# Mutterstadt
Mutterstadt è un comune di 12.650 abitanti della Renania-Palatinato, in Germania.
Appartiene al circondario (Landkreis) del Rhein-Pfalz-Kreis (targa RP).